# Неа Зои (1932)
Вижте пояснителната страница за други значения на Неа Зои.
„Неа Зои“ (на гръцки: Νέα ζωή, в превод Нов живот) е гръцки вестник, издаван в град Бер (Верия).
Вестникът започва да излиза през 1932 година. Издател му е Андонис Михайлидис (Айдаоглу).